# Velingrad
Velingrad (búlgaro: Велинград) é uma cidade da Bulgária localizada no distrito de Pazardzhik.

## População
| Velingrad | Velingrad | Velingrad | Velingrad | Velingrad | Velingrad | Velingrad | Velingrad | Velingrad | Velingrad | Velingrad | Velingrad | Velingrad | Velingrad | Velingrad | Velingrad | Velingrad | Velingrad | Velingrad | Velingrad |
| --- | --------- | --------- | --------- | --------- | --------- | --------- | --------- | --------- | --------- | --------- | --------- | --------- | --------- | --------- | --------- | --------- | --------- | --------- | --------- |
| Ano | 1887      | 1910      | 1934      | 1946      | 1956      | 1965      | 1975      | 1985      | 1992      | 2001      | 2002      | 2003      | 2004      | 2005      | 2006      | 2007      | 2008      | 2009      | 2010      |
| População |           |           |           | …         | 18,146    | 20,077    | 23,848    | 25,536    | 25,634    | 24,818    | 24,750    | 24,543    | 24,400    | 24,117    | 23,960    | 23,916    | 23,808    | 23,780    | 23,686    |
| Fontes: Instituto Nacional de Estatísticas, „citypopulation.de“, „pop-stat.mashke.org“, Bulgarian Academy of Sciences |           |           |           |           |           |           |           |           |           |           |           |           |           |           |           |           |           |           |           |